# Raz Meir
Raz Meir (in ebraico רז מאיר‎?; Rishon LeZion, 30 novembre 1996) è un calciatore israeliano, difensore o centrocampista del Maccabi Netanya.

## Palmarès

### Club

#### Competizioni nazionali
- Campionato israeliano: 2

Maccabi Haifa: 2020-2021, 2021-2022
- Coppa Toto Al: 1

Maccabi Haifa: 2021-2022